# Póstumo (emperador)
Marco Casianio Latinio Póstumo (en latín, Marcus Cassianius Latinius Postumus; 259 - 268 o 260 - 269) fue el primer y más duradero emperador del Imperio Galo formado por las provincias romanas septentrionales que se habían independizado del poder central de Roma.

## Vida

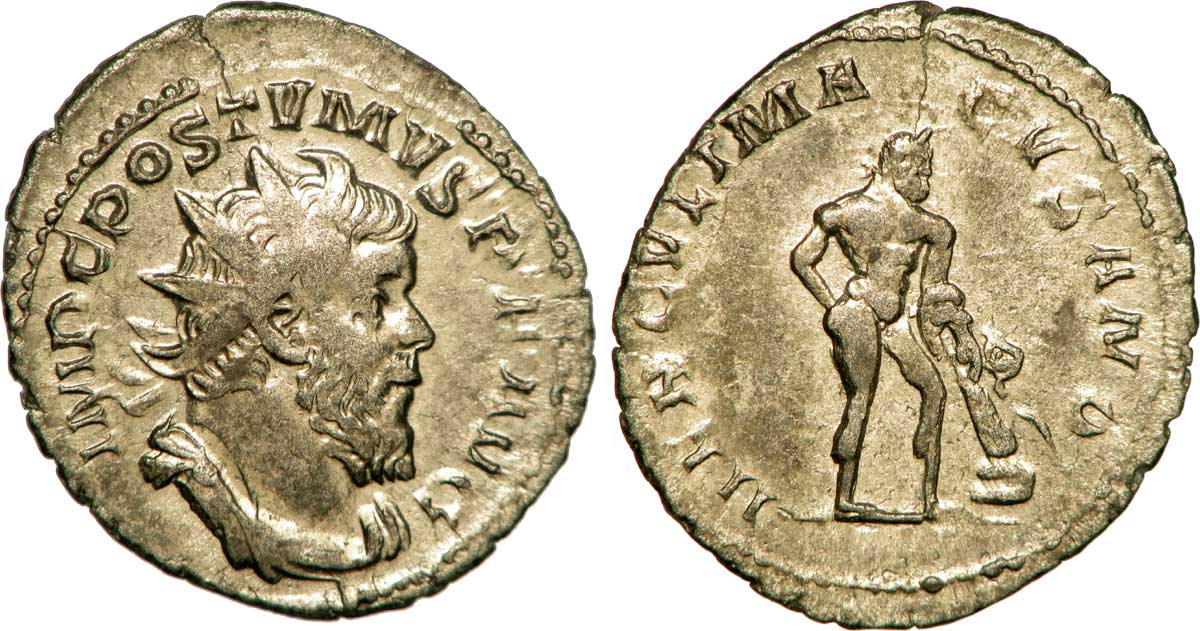
Antoniniano de Póstumo.

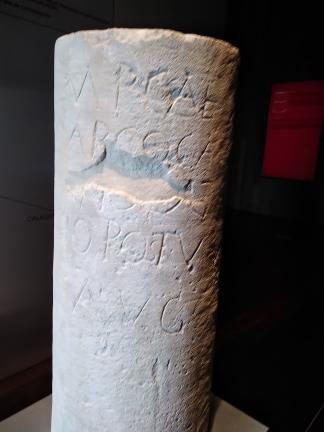
Miliario grabado con la frase [I]MP(ERATORI) CAE[S(ARI)] [M]ARCO CA[SSIJANO] LAT[IN]IO POSTUMO AUG(USTO) encontrado en Vitoria. Actualmente en el Museo Arqueológico Bibat.

Poco se sabe de su juventud, aunque se supone que era un galo de origen humilde que consiguió subir en el escalón militar hasta ocupar el rango de general o quizás incluso de gobernador de la Germania Inferior o Superior.
Mientras que Galieno estaba ocupado en el este del imperio, dejó a su hijo Salonino junto con unos comandantes (entre ellos Póstumo) en el oeste para proteger la frontera del Río Rin.
Salonino no supo ocupar bien su puesto y en medio del caos de invasiones de alamanes y francos, Póstumo fue proclamado emperador por sus tropas, y se negó a entregar a Roma los tesoros recuperados de los bárbaros, los cuales repartió entre sus soldados. Asedió Colonia donde residían Salonino y el prefecto de los pretorianos, Silveriano. Tras haber tomado los muros de la ciudad Póstumo mató a Silveriano y Salonino, e hizo levantar un arco de triunfo para celebrar su victoria.

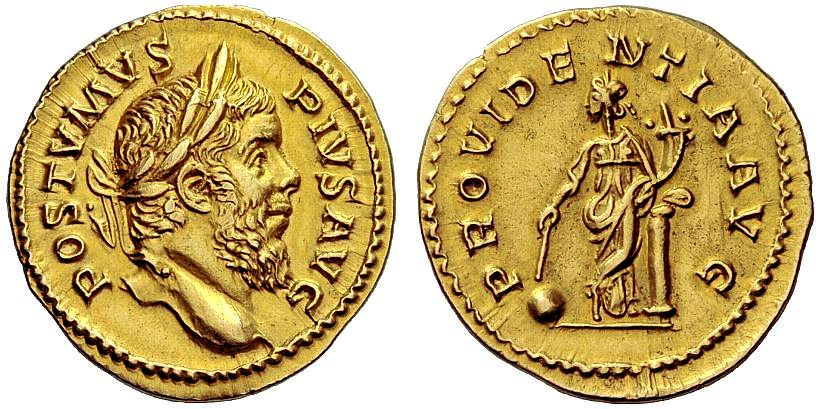
Áureo de Póstumo.

Las provincias de Galia, Hispania, Germania y quizás Britania le reconocieron como emperador. Póstumo instaló la capital de su imperio en Colonia, donde acuñó la mayor parte de sus monedas. Comparando con las monedas editadas por Galieno, las ediciones de Póstumo eran de buena calidad tanto en el material empleado como en el estilo de su confección. Esto hace pensar que la economía funcionaba mejor que en las provincias controladas por Roma. Sólo al final se produjo un empeoramiento que se acentuó aún más bajo el control de sus sucesores Victorino y Tétrico I. En alguna de sus ediciones Póstumo se presenta como salvador de la Galia.
En 263 Galieno empezó una campaña militar contra Póstumo. Tras unos éxitos al principio fue herido y tuvo que retirarse. Durante lo que le quedaba de su mandato tuvo que ocuparse de otras crisis en su parte del imperio y nunca más atacó al Imperio Galo.
Aureolo, uno de los generales de Galieno y comandante de Mediolanum, se levantó contra Galieno para unirse a Póstumo. Mediolanum era una ciudad de importancia estratégica para un eventual ataque de Póstumo a Roma. Sin embargo éste (al parecer) no tenía planes en esa dirección. Cuando Mediolanum fue asediada por Galieno, Póstumo le negó la ayuda solicitada.
Durante su mandato Póstumo también se tuvo que enfrentar con levantamientos en sus propias filas. Uno de los más importantes era el liderado por Leliano, comandante de Maguncia, quien fue proclamado emperador por sus tropas. Póstumo pudo eliminar a este rival sin grandes problemas y tomar la ciudad pero fue asesinado a posteriori por sus propias tropas.
Se han encontrado dos posibles explicaciones para este asesinato. La primera se atribuye a que se negó a permitir el saqueo de Maguncia y los soldados se tomaron la venganza de esta manera.
La segunda supone que fue asesinado por seguidores de Leliano que se habían infiltrado entre sus filas.
Tras la muerte de Póstumo, el imperio Galo perdió el control de las provincias de Hispania y Britania que volvieron al poder central de Roma.
Su sucesor, Marco Aurelio Mario, que duró muy poco en el trono, tuvo que conformarse con el resto y trasladó la capital de Colonia a Tréveris.